# Andy Graver
Andrew Martin Graver, plus connu sous le nom d'Andy Graver (né le 12 septembre 1927 à Craghead dans le comté de Durham, et mort le 18 janvier 2014 à York dans le Yorkshire du Nord) est un joueur de football anglais qui évoluait au poste d'attaquant.

## Biographie
Andy Graver est le meilleur buteur de l'histoire du club de Lincoln City, avec 150 buts en 289 matchs, toutes compétitions confondues. Avec Lincoln City, il inscrit 36 buts dans le championnat de troisième division (Groupe Nord), lors de la saison 1951-1952.
En décembre 1954, il est acheté par Leicester City pour un montant de 27 500 livres, ce qui constitue un record pour le club.
Il est appelé pour jouer en équipe d'Angleterre B, mais doit déclarer forfait pour cause de blessure au genou.

## Palmarès
Lincoln City
- Championnat d'Angleterre D3 (1) :
  - Champion : 1951-52 (nord).
  - Meilleur buteur : 1951-52 (36 buts).